# 𝑛Lab
nLab ist ein Wiki für Forschungsnotizen, Erklärungen und Zusammenarbeit in Mathematik, Physik und Philosophie mit einem Fokus auf Methoden aus der (höheren) Kategorientheorie, Homotopietheorie und Typentheorie. Die Benennung bezieht sich dabei auf eine „n-artige Betrachtung“ („n-point of view“), ein Wortspiel analog zur „neutralen Betrachtung“ („neutral point of view“) von Wikipedia, gemäß welcher (höhere) Kategorientheorie, Homotopietheorie und Typentheorie eine nützliche und einzigartige Sicht auf Mathematik, Physik und Philosophie zur Verfügung stellen. Daher kann das „n“ sowohl für n-Kategorien aus der höheren Kategorientheorie, n-Gruppoide aus der höheren Kategorientheorie und der Homotopietheorie sowie n-Typen aus der Typentheorie stehen.

## Geschichte
nLab wurde am 28. November 2008 von Urs Schreiber mithilfe der von Jacques Distler bereitgestellten Software Instiki gegründet. Seit Mai 2015 wird die Webseite auf einem Server der Carnegie Mellon University betrieben und durch das Homotopietheorie MURI-Stipendium von Steve Awodey finanziert. nLab wurde zunächst als Sammlungsstelle für Ideen (und sogar neue Forschung) aus dem n-Category Café konzipiert, welches zu der Zeit von John Baez, David Corfield und Urs Schreiber betrieben wurde. Letztendlich wurde das nLab ein unabhängiges Projekt, welches inzwischen ebenso ganze Forschungsprojekte und enzyklopädisches Material enthält. Zu nLab gehört das nForum für die Ankündigung und Diskussion von Bearbeitungen auf nLab (und daher das Analogon der Diskussionsseiten auf Wikipedia) sowie der allgemeinen Diskussion über die auf nLab behandelten Themen. Die gewünschte Art zur Kommunikation mit dem Lenkungsausschuss ist durch einen Beitrag im nForum. Ein experimentelles Unterprojekt von nLab ist Publications of the nLab, welches als Journal für die im Internet verfügbaren Forschungsartikel gedacht ist, welche auf nLab verlinkt sind. Dieses Unterprojekt scheint jedoch seit dem Jahr 2014 inaktiv zu sein.
Die Domain ncatlab.org gehört Urs Schreiber. Es gibt einen informellen Lenkungsausschuss, der zwar „das nLab nicht leitet“, aber zur Auflösung von Problemen zuständig ist, die das gesamte Projekt in Schwierigkeiten bringen könnten. Der Inhalt von nLab steht nicht unter einem speziellen Urheberrecht. nLab wird auf MathOverflow als eine der Webseiten aufgelistet, die vor Erstellung einer Frage aufgesucht werden sollten. Dort verlinken viele Antworten auf nLab für weiterführendes Hintergrundmaterial. nLab wird von John Baez in einem Review von mathematischen Blogs für die American Mathematical Society erwähnt.